# 강재만
강재만(姜載萬, 조선 고종 ~ 순종)은 조선 고종 때의 판소리 명창이며, 본관은 진주(晋州)이다.
조선 고종 때 태어나 순종 때 죽은 것으로 추정된다. 전라북도 금산(오늘날 충청남도 금산군)에서 태어났다. 동편제 소리를 바르게 하였고 《춘향가》를 잘 불렀는데, 특히 그중에서 어사, 역졸 분발하는 대목을 잘하였다고 전한다.

## 참고 자료
- 강재만 - 한국학중앙연구원